# Езеро (кратер)
Е́зеро, прежнее название Nili Fossae crater, — ударный кратер на Марсе, расположенный на границе Большого Сырта (с востока) и равнины Исиды (с запада). На карте Марса расположен в квадранте MC-13 SYR «Большой Сырт». Диаметр кратера — около 49 км, координаты центра — 18°45′ с. ш. 77°31′ в. д. / 18,75° с. ш. 77,52° в. д..
В ранние эпохи истории Марса в кратере существовало озеро, водосборный бассейн которого оценивается в 15÷16,9 тыс.км² при общей длине русел дренажной сети в 645 км. В 2021 году дельта Неретвы отнесена к типу дельт Гилберта (отложения формируются в основном за счёт энергии водного потока), а по замерам высот и морфологии отложений расчётный урез воды по истоку Пливы, ранее проводившийся на уровне -2395 метров, был скорректирован до -2490 метров.
В направлении от бывших берегов дно относительно полого заглубляется, доходя к центру кратера до -2700 метров. Края чаши, наоборот, поднимаются резко, достигая отметок -2000 м на восточной и -1800 м на южной стороне, столь же резко спускаясь на внешней стороне кольца примерно на 200 метров.
18 февраля 2021 года спускаемый аппарат межпланетной экспедиции НАСА Марс-2020 доставил в точку кратера с координатами 18°26′41″ с. ш. 77°27′03″ в. д. / 18,4447° с. ш. 77,4508° в. д. марсоход «Персеверанс» и вертолёт Ingenuity. Перед посадкой «небесный кран» сбросил на Марс две вольфрамовые болванки весом по 77,5 кг каждая, игравшие роль балласта при стабилизации аппарата на заключительной стадии EDL. Одна из них образовала в точке 18°57′22″ с. ш. 76°12′07″ в. д. / 18,956° с. ш. 76,202° в. д. новый ударный кратер диаметром 6 метров. Однако зонд InSight, ожидавший сейсмическую волну в 3450 км к востоку в точке 4°30′ с. ш. 135°36′ в. д. / 4,5° с. ш. 135,6° в. д., сотрясений почвы не зарегистрировал.

## Астротопонимика
В 2007 году кратер получил название в честь села Езеро в Боснии и Герцеговине. Топоним восходит к старославянскому ѥꙁєро, сохранившему до настоящего времени значение «озеро» во всех основных славянских языках (болг., макед. езеро, серб. језеро/jezero; чеш., босн., хорв., слов. jezero, пол. jezioro, н.-луж. jezer, словац. jazero, из которых заимствован балтийскими (лит. ežeras, латыш. ezers); ср. Οσεριατες («озериаты») в Верхней Паннонии — «живущие у озера»; ср. укр. «озеро» и укр. «ез / їз» — запруда.
Поддерживая культурную миссию топонимической политики американского Планетарного общества по увековечению на других планетах географических названий на языках разных народов мира, портал Space.com разъяснил англоязычным читателям, некоторые из которых, включая работников НАСА, произносят название кратера некорректно, что нормой произношения в данном случае является «Езеро» (/ˈjɛzəroʊ/), а не «Джезеро» (/ˈdʒɛzəroʊ/).
Наряду с Езеро в этой области Марса были увековечены гидронимы из стран, образованных на месте бывшей Югославии:
- река Неретва, долина Неретвы (англ. Neretva vallis) — канал притока в Езеро[16]. Дельта Неретвы по её расположению относительно центра кратера также именуется Западная дельта или Западный веер; в материалах экспедиции Марс-2020 чаще называется «дельта».
- река Сава, долина Савы (англ. Sava Vallis) — канал притока в Езеро[17]. Дельта Савы по расположению относительно центра кратера также именуется Северная дельта или Северный веер.
- река Плива, долина Пливы (англ. Pliva Vallis) — канал оттока из Езеро, длина около 53 км[18][19]
- река Уна, долина Уны (англ. Una Vallis)[20].

Горные проходы, ведущие со дна кратера в дельту Неретвы, получили имена Мыс Нукшак (“Cape Nukshak”) и Ущелье Хоксбилла (“Hawksbill Gap”).
Другие топонимы на северо-западе кратера, получившие имена в связи с экспедицией Марс-2020:
- Кодьяк (Kodiak) — инзельберг, останец дельты Неретвы[5], возвышающийся на 60–70 м над дном кратера; вершина на уровне около –2475 м[22];
- Се́йтах (Séítah, sei˥tʰa˩x), навахо «посреди песков»[23]) — геологическая область между местом посадки экспедиции и обрывистыми склонами дельты, покрытая песчаной рябью.
- «Три рукава» (англ. Three Forks) — условная точка на дне кратера у подошвы отложений дельты Неретвы близ места, где на склоны выходят русла трёх пересохших рукавов Неретвы. При расчёте траектории полёта к Марсу точка соответствовала центру посадочного эллипса и названия не имела. После высадки экспедиции получила имя и была нанесена на планы Perseverance как конечный пункт его движения к месту предполагавшегося приземления, и одновременно начало трассы нового этапа исследований. Близ «Трёх рукавов» также предполагается выгрузить часть кернов для последующей отправки на Землю[24].

## Геологическая история

### Возникновение кратера
Кратер Езеро возник от удара небесного тела в северо-западную часть кромки чаши равнины Исиды (Isidis Planitia) — огромного (диаметр 1350–1500 км) ударного кратера, который до этого, в свою очередь, наложился своим северо-восточным сегментом на окраину равнины Утопия (Utopia Planitia) — крупнейшего известного ударного кратера на Марсе и во всей Солнечной системе. Интенсивная «бомбардировка» Марса астероидами, породившая эти кратеры, имела место в древнейший, нойский период его истории, из чего статистика возникновения кратеров и нижняя оценка времени существования в сухом виде русел связанных с кратером рек делают вывод, что возраст Езеро не моложе 3,83+0,10
−0,09 млрд лет и не старее 3,95+0,03
−0,04—3,99+0,02
−0,03 млрд лет (возраст бассейна равнины Исиды).
Нойский геологический период подразделяется на раннюю, среднюю и позднюю нойскую геологические эпохи:
В нойском периоде начинается отрезок истории Марса, на котором атмосфера планеты стала приближаться к состоянию, благоприятному для зарождения жизни. Эрозионные процессы достигли максимума; систематический сток воды повлёк за собой возникновение речных долин. В гесперийский период (3,5—2,5 млрд лет назад) окончательно формируется гидросфера Марса; объём океана северного полушария достигает 15-17 млн км³, а глубина 0,7—1 км. Плотность атмосферы была сопоставима с нынешней земной, а воздух у поверхности прогревался до 50 °C.
Езеро находится вблизи условной нулевой отметки отсчёта высот и глубин, определяющей «дихотомию Марса» (англ. Martian dichotomy), как называют присущее красной планете резкое различие между северным и южным полушарием, в том числе на 1–3 километра по уровню. Со стороны, противоположной равнине Исиды, к Езеро подступают сразу два массива: с северо-запада — отделённый грабенами Нильские борозды (Nili Fossae) крупный высокогорный регион Сабейская земля (Terra Sabaea), а с юго-запада — пространная вулканическая провинция Большой Сирт.
На Марсе немало кратеров, вокруг которых пересохшие русла и дельты рек свидетельствуют о прошлой гидрологической активности. Примерно 200 таких кратерных озёр были проточными; 24 из них были исследованы учёными более пристально — в том числе Езеро, к изучению которого Калеб Фассетт приступил в 2005 году. В истории этого кратера он выделил три этапа:
- ранний и средний ной — образование в регионе филлосиликатов;  сильнейший импакт Исиды преобразует местный ландшафт; отложение продуктов выброса (ejecta);
- поздний ной — наполнение кратера водой с северо-западной стороны (каналы притока Неретва и Сава) приводит к прорыву его восточной кромки и возникновению канала оттока (Плива).
- гесперийский и амазонийский периоды — активность пост-долинной сети Нильских борозд; «мягкие» отложения на дне кратера материалов из дельты и, возможно, вулканических; эоловая деградация отложений дельты с проступлением наружу новых поверхностей[36]

|  | Кратер Езеро на краю равнины Исиды Впадавшая в озеро река Неретва (слева) создала долину и дельту, а вытекавший из озера поток (справа) — каньон Дельта Неретвы на северо-западной окраине кратера Езеро |

Посадочный эллипс спускаемого аппарата

### Стратиграфия
Геологические периоды Марса в млн лет
В источнике все перечисляемые литостратиграфические подразделения называются универсальным термином англ. unit («стратиграфическая единица»). Ниже для его передачи, как правило, используются понятия «слой» или «пласт».
Веер Езеро-2 — слегка покрытый кратерами, слоистый пласт средней тональности (яркости) с краями, очерченными острыми уступами, расположенный в устье долины Неретвы в западной части дна кратера Езеро. Располагается выше NHjf1 (18°35′ с. ш. 77°29′ в. д. / 18,58° с. ш. 77,48° в. д.). Покрыт неровными дугообразными грядами и впадинами, отходящими от узлов и образующими несколько перекрывающихся долей. Последовательности чередующихся светлых и тёмных слоёв размером около метра, а также некоторых криволинейных слоёв (18°29′ с. ш. 77°23′ в. д. / 18,48° с. ш. 77,39° в. д. и 18°28′ с. ш. 77°22′ в. д. / 18,47° с. ш. 77,37° в. д.). К востоку от основного массива на дне кратера формирует инзельберги высотой менее 50 метров. Некоторые из них демонстрируют параллельную стратификацию своих склонов (18°26′ с. ш. 77°22′ в. д. / 18,43° с. ш. 77,36° в. д.), тогда как другие не выявляют стратификации, явно видимой в масштабах карты (например, 18°28′ с. ш. 77°30′ в. д. / 18,47° с. ш. 77,50° в. д.). Стратотипы: 18°29′ с. ш. 77°22′ в. д. / 18,49° с. ш. 77,36° в. д. и 18°28′ с. ш. 77°30′ в. д. / 18,47° с. ш. 77,50° в. д.. Ассоциируется с железомарганцевыми глинами и карбонатолитами. Ранее атрибутировался как “западные веерные отложения”.
Интерпретация
Веерные отложения дельт, образовавшиеся в период от позднего нойского до раннего гесперийского периода являются более поздней крышей для слоёв NHjf1. Наличие каналов стока (долины Неретвы и Савы) и канала оттока (долина Пливы) предполагает отложения в озёрной среде. Прочные дугообразные выступы представляют собой инвертированные каналы, расходящиеся из различных узлов. Перекрывающиеся языки (англ. lobes) представляют собой отложения разветвлений каналов и отдельные эпизоды отложения наносов. Инзельберги могут быть остатками основных отложений дельты, большая часть которых подверглась эрозии после первоначального отложения.
Веер Езеро-1 — гладкий, с редкими кратерами, светлых тонов, на северо-западной стороне дна кратера Езеро. В северо-восточной части слоя есть гряды, ориентированные с СВ на ЮЗ (18°36′ с. ш. 77°35′ в. д. / 18,60° с. ш. 77,59° в. д.), схожие с грядами соседнего слоя Nue. В юго-западной части полудуговые гряды и впадины (18°35′ с. ш. 77°28′ в. д. / 18,59° с. ш. 77,47° в. д.).  По краям слоя и внутри террасированных бугрообразных обнажений (например, на 18°36′ с. ш. 77°33′ в. д. / 18,60° с. ш. 77,55° в. д.) изредка наблюдается стратификация метрового масштаба. Стратотип: 18°35′ с. ш. 77°28′ в. д. / 18,59° с. ш. 77,47° в. д. В отличие от NHjf2, не имеет ответвлений русел. Ассоциируется с железомарганцевыми глинами и карбонатолитами. Ранее атрибутировался как “северные веерные отложения” (northern fan deposit).
Интерпретация
Деградированные дельтовые или озёрные отложения, образовавшиеся в поздний нойский период до начала формирования отложений NHjf2. С учётом пространственной оторванности от долины Савы, близости к массивам NHjf2 представляет собой более старый эпизод отложений, поступавших из долины Неретвы. Дугообразные гряды в юго-западном обнажении (outcrop) рассматриваются как инвертированные каналы, простирающиеся со стороны Neretva Vallis. Ранее интерпретировался как старые, деградировавшие отложения из долины Савы (Sava Vallis).
Дно кратера Езеро (Jezero floor unit) — неровный, от светлых до тёмных тонов плоский слой, покрытый кратерами в степени от умеренной до сильной. Его границы представляют собой невысокие отчётливые языкообразные уступы. Формирует центральную часть дна кратера Езеро, являясь кровлей для Nue и окружая массив Nle. Диаметр большинства ударных кратеров на этой поверхности менее 200 метров. Поверхность может быть тёмной и гладкой, особенно в местах соприкосновения со слоем NHjf2. Стратотип: 18°26′ с. ш. 77°39′ в. д. / 18,43° с. ш. 77,65° в. д. Ассоциируется с железомарганцевыми глинами и карбонатолитами. Ранее атрибутировался как “западные веерные отложения” (англ. western fan deposit).
Интерпретация
Отложения вулканического пепла или эоловых осадков, скрывающие лежащий под ними рельеф. По общности стратиграфической позиции, текстурных и морфологических характеристик коррелирует с Nnp2. Сформировался в позднем ное до отложения слоя NHjf1. В ходе последующей гидрологической активности озера мог быть модифицирован в период отложения NHjf1 и NHjf2. Тёмная, гладкая поверхностная текстура на участках прилегания к NHjf2 объясняется укрывающими отложениями или последующей эрозией NHjf2. Ранее интерпретировался как экструзионный вулканический поток.
Нижний размытый слой (Lower etched unit) — неровный, слегка покрытый кратерами, от светлых до средних тонов массив, концентрически отложенный на дне Езеро в примыкании к Njf. Топографически ниже соседнего Nue. Покрыт грядами, простирающимися на несколько сот метров и ориентированными с СВ на ЮЗ. Диаметр встречающихся здесь ударных кратеров обычно превышает 200 метров. Стратотип: 18°17′ с. ш. 77°29′ в. д. / 18,28° с. ш. 77,49° в. д.. Проступает в эрозионных окнах через укрывающие его слои Njf (например, 18°26′ с. ш. 77°26′ в. д. / 18,44° с. ш. 77,44° в. д. и 18°20′ с. ш. 77°44′ в. д. / 18,33° с. ш. 77,73° в. д.). Ассоциируется с оливином и различными карбонатолитами. Ранее интерпретировался как «[пыльный] материал дна светлых тонов» ([dusty] light-toned floor unit).
Интерпретация
Отложения вулканического пепла, схожие по происхождению с Nue, либо иные обломочные отложения вулканического или эолового происхождения. Могли либо откладываться в водоём внутри кратера Езеро, либо быть изменены последующими озёрными процессами в период отложения NHjf1 и NHjf2. По признаку стабильно более низких отметок уровня является подошвой слоя Nue. Гряды представляют собой ярданги (англ. yardang) — одна из типичных для Марса эоловых форм рельефа.
Веер Nili Planum (Nili Planum fan unit) — гладкий, с редкими кратерами слой тёмных тонов, границы которого определяются невысокими уступами. Обнажения в долине Неретвы (Neretva Vallis) и вблизи неё имеют треугольную форму, с редкой стратификацией (18°34′ с. ш. 76°50′ в. д. / 18,56° с. ш. 76,83° в. д.), перекрывая и заполняя части Neretva Vallis. Обнажения вблизи долины Уны (Una Vallis) встречаются во впадинах. Одна из них является конечной точкой долины; её стратификация видима в разрешении HiRISE (18°20′ с. ш. 77°05′ в. д. / 18,33° с. ш. 77,09° в. д.). Стратотип: 18°28′ с. ш. 76°53′ в. д. / 18,47° с. ш. 76,88° в. д.. Выраженная вершина обнажения в точке 18°28′ с. ш. 76°53′ в. д. / 18,47° с. ш. 76,89° в. д. обозначает переход от удлинённой к треугольной форме отложения. Ранее интерпретировался как «тёмный гладкий вулканический слой».
Интерпретация
Аллювиальные / флювиальные отложения, образовавшиеся в период от раннего до позднего гесперийского периода, вероятно, на более поздних стадиях речной активности в долине Неретвы, впоследствии покрытые гладкими породами тёмных тонов или остаточными отложениями последующей эрозии (англ. erosional lag deposit).
Nili Planum-2 — неровный, сильно покрытый кратерами, планарный слой от светлых до промежуточных тонов с краями, очерченными пологими языками уступов, располагающийся по всей поверхности Nili Planum и по западной кромке кратера Езеро (18°23′ с. ш. 77°17′ в. д. / 18,39° с. ш. 77,28° в. д.). Эрозионная текстура содержит блоки метрового масштаба в разрешении HiRISE. Покрывает цепочки языкообразных плосковерхих останцов около слоёв Nue, Nnp1 или cr. Вдоль некоторых границ (например, 17°52′ с. ш. 77°05′ в. д. / 17,87° с. ш. 77,09° в. д.) наблюдаются полосы (banding) или стратификация. Стратотипы на разных отметках высот: 18°11′ с. ш. 77°01′ в. д. / 18,19° с. ш. 77,01° в. д.; 18°23′ с. ш. 77°16′ в. д. / 18,39° с. ш. 77,27° в. д.; 18°05′ с. ш. 77°16′ в. д. / 18,08° с. ш. 77,26° в. д.. По размерам обнажения варьируются от мелких, начиная с 0,02 км2, до крупных, вплоть до 23 км2, охватывая в пределах карты диапазон высот 241 метр (от –2067 до –1826 метров).
Интерпретация
Отложения вулканического или эолового происхождения, сформировавшиеся в поздний нойский период, возможно в множественных локальных эпизодах отложений, зачехляющие лежащий под ними рельеф, например, на кромке кратера Езеро. По общности стратиграфической позиции, текстурных и морфологических характеристик коррелирует с Njf.
Nili Planum-1 — в пределах карты является подошвой остальных стратиграфических элементов. Выделяются три различные текстуры поверхности: 1) высотные неровные обнажения; 2) неровная, от светлых до промежуточных тонов, поверхность на высотах с неравномерными или плохо очерченными краями; 3) гладкая, тёмных тонов, слегка покрытая кратерами поверхность небольшой высотности, встречающаяся в локальных низинах.  Чётких стратиграфических контактов между перечисленными разновидностями поверхности не наблюдается. Повсеместно встречаются холмы диаметром в сотни и высотой в десятки метров, гряды борозд и мегабрекчии. Стратотипы, соответственно: 17°54′ с. ш. 76°56′ в. д. / 17,90° с. ш. 76,94° в. д.; 17°44′ с. ш. 77°11′ в. д. / 17,74° с. ш. 77,18° в. д.; 17°54′ с. ш. 77°07′ в. д. / 17,90° с. ш. 77,12° в. д.. Обычно ассоциируется с железомарганцевыми глинами, малокальцинированным пироксеном и реже алюмосодержащими глинами. Ранее атрибутировался как нижний горизонт (англ. basement unit) или нижний отдел (англ. basement group).
Интерпретация
Корковые породы коры неопределённого состава, представляющие собой первичную кору эпохи до возникновения равнины Исиды (pre-Isidis) и обломки от ударов по этой равнине и по Езеро в начале их существования (syn-Isidis, syn-Jezero). Nnp1 является прототипным для обломков от удара, сформировавшего Езеро. Мегабрекчии сложены из доисидской и доезерской коры. Гладкая поверхность тёмных тонов могла относиться к низменным участкам этих коровых пород, которые были преимущественно покрыты эродированными отложениями из локальных или региональных участков или покрыты рыхлыми тёмными гладкими отложениями (возможно, su) неизвестного состава. Предполагается, что гряды линейных борозд заполнены сцементированными обломками.
Эоловый слой (Eolian bedform unit) — линейные, обычно параллельные, с невысоким рельефом гряды светлых тонов преобладают в локальных низменностях типа ударных кратеров, в том числе вдоль внутренней кромки кратера Езеро и у подножия крутых уступов по всему Nili Planum. В пределах карты является крышей относительно всех остальных стратографических единиц. Стратотип: 18°25′ с. ш. 77°22′ в. д. / 18,41° с. ш. 77,36° в. д.. Невысокие гряды достигают нескольких сотен метров в длину при расстоянии между ними в десятки метров и могут занимать площадь до нескольких квадратных километров. Обычны бифуркации и взаимное перекрытие гряд. Гребни гряд ориентированы примерно с севера на юг, хотя в отдельных местах их направление может отличаться.
Интерпретация
Амазонийские пласты и поперечные эоловые хребты, состоящие из рыхлых отложений, ориентированы перпендикулярно преобладающему (с востока на запад) направлению ветра.
Гладкий неразделённый слой (Smooth unit, undivided) — Гладкий, промежуточных тонов, без особых отличительных черт с редкими включениями тёмных тонов (например, в 17°51′ с. ш. 77°30′ в. д. / 17,85° с. ш. 77,50° в. д.), встречающийся по большей части на крутых внутренних склонах кратеров Езеро и Седона, на Nili Planum к востоку от Седоны, а также в локальных низменностях. Стратотип: 17°50′ с. ш. 77°41′ в. д. / 17,84° с. ш. 77,68° в. д..
Интерпретация
Отложения, обусловленные массовым выветриванием; обширными отложениями вулканического или эолового происхождения либо остаточным скоплением песка, гальки и булыжников из-за эоловой денудации ландшафта.
Неровный яркий слой (Rugged bright unit) — Неровные, от светлых до промежуточных тонов, отложения высотой до нескольких сотен метров, встречающиеся по всему плато Nili Planum, вдоль внешней стороны кратера Езеро и его внутреннего края. Пики в целом неровные (например, 18°36′07″ с. ш. 77°01′52″ в. д. / 18,602° с. ш. 77,031° в. д.), с гладкими тёмных тонов склонами, иногда проступающими над укрытыми ими массивами Nue. На разных высотах встречаются несогласные контакты с Nue (линия B–B' на карте). Стратотип: 17°49′ с. ш. 76°55′ в. д. / 17,81° с. ш. 76,92° в. д.. В пределах ареала площадь выходов от 0,03 до 10 км2. В разрешении HiRISE наблюдаются меньшие обнажения, перекрывающие Nue (например, 17°52′ с. ш. 77°15′ в. д. / 17,87° с. ш. 77,25° в. д.; 18°06′ с. ш. 77°19′ в. д. / 18,10° с. ш. 77,31° в. д.). Изредка и только в разрешении HiRISE может наблюдаться стратификация (17°53′ с. ш. 77°11′ в. д. / 17,88° с. ш. 77,18° в. д.; 17°52′ с. ш. 77°05′ в. д. / 17,86° с. ш. 77,09° в. д.). Некоторые обнажения прежде трактовались как «выступы коры» фундамента.
Интерпретация
Отвердевшие остатки отложений более обширной единицы неизвестного (осадочного или вулканического) происхождения, заложенной в поздний нойский период. Несогласные наложения поверх Nue могут объясняться тем, что контакты этих единиц имели место на разных высотах. Впоследствии эродированы до нынешней формы отдельных обнажений.
Верхний размытый слой (Upper etched unit) — отвердевший, изрезанный; покрытость кратерами от умеренной до сильной; оттенки от светлого до промежуточного. Расположен вдоль кратера Езеро, по северной стороне его кромки и стенок, вдоль внутренней его части, а также по всей территории Nili Planum, где укрывает слои Nnp1 и cr. Внутри кратера Езеро соответственно накрывает Nle. Выделяются три различные текстуры поверхности с различными морфологическими и эрозионными свойствами, которые переходят одна в другую без чётких или систематических стратиграфических контактов: 1) барханные области на севере Езеро и северо-востоке Nili Planum, 2) сильно испещрённая кратерами область на севере Nili Planum и светлая неровная область в южной части Nili Planum. Стратотипы: 18°40′ с. ш. 77°34′ в. д. / 18,67° с. ш. 77,57° в. д.; 18°41′ с. ш. 76°52′ в. д. / 18,68° с. ш. 76,86° в. д. и 17°46′ с. ш. 76°52′ в. д. / 17,77° с. ш. 76,86° в. д., соответственно. Размещается на высотах от –2707 м внутри Езеро до –1787 м на Nili Planum. Гряды в области барханов ориентированы в направлении СВ–ЮЗ, перекрывая обод кратера Езеро (18°34′ с. ш. 77°17′ в. д. / 18,56° с. ш. 77,28° в. д.). Поверхность области, покрытой кратерами, более грубая, при отсутствии господствующей ориентации эрозионных структур. Светлая неровная область имеет умеренно грубую кратеризованную поверхность пёстрых тонов с очень резко очерченными ребристыми краями, которые часто образуют линейные ответвления на расстояние до 5 км (17°47′ с. ш. 77°19′ в. д. / 17,78° с. ш. 77,31° в. д.) и могут ассоциироваться с рельефными линейными хребтами в Nnp1 (например, 18°11′ с. ш. 77°04′ в. д. / 18,19° с. ш. 77,06° в. д.; 17°52′ с. ш. 77°02′ в. д. / 17,86° с. ш. 77,03° в. д.). Ассоциируется с оливином и различными карбонатолитами. Ранее интерпретировался как «покрытый трещинами» (fractured), а внутри Езеро как «пёстрая местность» (mottled terrain).
Интерпретация
Отложения вулканического пепла, зачехляющие низлежащие слои Nnp1, cr и Nle. Также могут присутствовать другие обломочные отложения вулканического или эоловое происхождения. Отсутствие различимых чётких или систематических стратиграфических контактов между тремя различными вариантами текстур поверхности может объясняться тем, что каждый из этих вариантов может быть обусловлен дифференциальной эрозией или цементацией. Гряды на покрытых рябью (англ. ripples) участках Nue представляют собой ярданги. Варианты длинных линейных форм на участках светлого тона барханов Nue могли сформироваться путём заполнения разломов, возникших от удара, образовавшего бассейн равнины Исиды.
Породы кромки кратера (Crater rim unit) — неровный, от светлых до промежуточных тонов; относительно высокие уступы, окружающие круглые или квазициркулярные впадины диаметром более 500 метров. Стратотип: 18°02′ с. ш. 77°31′ в. д. / 18,04° с. ш. 77,51° в. д.. Стратификация от метрового до дециметрового диапазона наблюдается на внутренних стенках кромки чаши кратеров Седона и Анджелика. Стратификация имеет место и по кромке кратера Езеро, где в разрешении HiRISE наблюдаются свидетельства деформации и разломов (18°28′ с. ш. 77°16′ в. д. / 18,46° с. ш. 77,26° в. д.). На кадрах в разрешении HiRISE в cr идентифицируется мегабрекчия.
Интерпретация
Недифференцированные породы мишени (target rock), вскрытые и поднятые ударом. Слоем-мишенью в случае Езеро был Nnp1. Высоко размещённые отложения cr близ западной и южной стенок кратера Езеро — мегабрекчия, представляющая собой обрушившиеся части кромки переходной полости кратера.
Выбросы кратеров (Crater ejecta unit) — неровный, бугристый, разной тональности слой, встречающийся вокруг кратеров Седона, Анджелика и безымянного кратера (17°52′ с. ш. 77°18′ в. д. / 17,87° с. ш. 77,30° в. д.). Содержит часто встречающиеся линейные детали (lineations) и редкие языкообразные уступы. Стратотип: 17°45′ с. ш. 77°30′ в. д. / 17,75° с. ш. 77,50° в. д.. Большинство линейных деталей вокруг кратеров Седона и Анджелика расходятся от их центров; некоторые линейные детали вокруг кратера Седона следуют направлению языков уступов, например, на 17°50′ с. ш. 77°26′ в. д. / 17,83° с. ш. 77,43° в. д.).
Интерпретация
Отложения и недифференцированный слой пород мишени (target rock), перемещённый при ударном выбросе. Слоем-мишенью в случае Езеро был Nnp1.
Внутренние породы кратера (Crater interior unit) — неровные, от светлой до промежуточной тональности невысокие бугры внутри кратеров Седона и Анджелика. Площадь бугров варьируется от нескольких сот квадратных метров до 1,5 км2, высота может достигать нескольких десятков метров. Стратотип: 17°50′ с. ш. 77°34′ в. д. / 17,84° с. ш. 77,56° в. д..
Интерпретация
Осыпавшиеся породы кромки кратера (cr) или залежи неопределённого (осадочного или вулканического) происхождения, сформировавшиеся внутри кратеров Седона и Анджелика в поздний нойский период и впоследствии размытые эрозией до нынешнего состояния. Может коррелировать со слоем Nue.

### Минералогия
По элементному составу Марс отличается от Земли по ряду существенных позиций. Мантия Марса примерно вдвое богаче железом, чем мантия Земли. Видимым подтверждением этому является красный оттенок, который придают почве окислы железа. Также мантия Марса более богата калием и фосфором; вместе с тем ядро Марса содержит больше серы. Наконец, в коре красной планеты содержится больший процент летучих веществ — в частности, серы и хлора.
В дельте Неретвы преобладают железомарганцевые смектиты (смектит — непредпочтительное название глинистых минералов группы монтмориллонита). Хорошо выражена осадочная слоистость, в том числе в донных отложениях. В дельте Савы преобладают Mg-карбонаты и связанный с ними оливин, но они сохранились хуже, чем на Неретве. В отложениях бассейна также преобладают оливин и Mg-карбонаты.

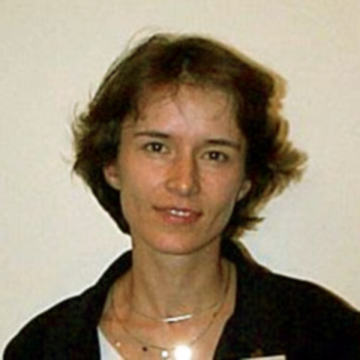
Юлия Горева, ведущий исследователь по космохимии в программе «Марс-2020»

Варианты их происхождения: первичное отложение обломков, переработка доозёрной эпохи или же выходы общей для региона магниево-карбонатно-оливиновой единицы, более широко наблюдаемой в Нильских бороздах, происхождение которой также не установлено. Вулканический слой возраста ~ 3,5 млрд лет накрывает большую часть впадины кратера, заливает эродированные склоны дельты и окружая те её остатки, которые оказались отделены от основного массива дельты ветровой эрозией за некоторое время до начала вулканической активности.
Исследование первых успешных проб, произведённые на месте аппаратурой марсохода Perseverance, показали наличие в отложениях субмиллиметровых кристаллов солей, сульфатов и фосфатов. Информируя об этой находке на брифинге, проведённом НАСА 9 сентября 2021 года, ведущий исследователь программы, сотрудница Института астробиологии НАСА и университета штата Аризона (Arizona State University, ASU)  Юлия Горева пояснила, что внутри этих кристаллов соли могут находиться замёрзшие капельки воды. После доставки образцов на Землю их углублённое исследование может дать учёным дополнительные аргументы в дискуссии о возможности существования начальных форм жизни на раннем этапе истории Марса. «Если первые образцы были вулканического, магматического происхождения, то наличие солей в этих отложениях свидетельствует, что они продолжительное время находились под воздействием воды», — добавила Юлия Горева.
Среди многих разновидностей минералогических объектов экспедицию прежде всего интересуют те, которые имеют признаки видоизменения под воздействием водной среды. Их исследование марсоход начинает со съёмок этих объектов в высоком разрешении камерой Watson и дистанционного выявления их химического состава инструментом Sherloc.
12 сентября 2021 года, пройдя за 200-й сол рекордные на тот момент 169,9 метра, Perseverance резко (на полтора прямых угла) переложил штурвал направо, пересёк Артуби и стал углубляться в «непроходимый» Сейтах курсом на восток, где на протяжении первых 90 метров пути впервые к исследованиям был подключён радар RIMFAX. Полученные радарограммы позволили учёным сориентировать дальнейший поиск на изучении состава коркового слоя всеми доступными инструментами. Соскобы близ образца «Brac», обследованные 12 ноября инструментом PIXL, открыли перед глазами учёных неожиданное изобилие крупных кристаллических включений оливина в кристаллы пироксена. Такое сочетание свидетельствует о том, что при формировании породы кристаллы росли, облекаемые медленно остывающей магмой. Впоследствии порода подвергалась неоднократному воздействию воды, и в результате образовался своеобразный «ларчик», раскрыв которой после доставки образцов на Землю, учёные могут значительно уточнить последовательность последовательность крупнейших геологических событий ранней истории Марса.
Как и на Curiosity, аппаратура Perseverance выявила наличие органических веществ в составе пород Марса. Речь идёт о небиологической органике, которая также может присутствовать в метеоритах. Так, на 207-й сол в образце «Garde» были выявлены низкие концентрации веществ из ряда ароматических углеводородов. При этом, если марсоход Curiosity использовал для анализа масс-спектрометрию, то на Perseverance была применена ультрафиолетовая флуоресцентная микроскопия. В том же образце, как и во многих предыдущих, были определены оливины и карбонаты.

## Исследования

### Климатические наблюдения

Экспедиции: ∎ — отработавшие, ∎ — продолжающие работать по состоянию на 2022 год

Кратер Езеро стал девятой точкой, в которой успешная посадка земных АМС положила начало выполнению научных программ, но лишь седьмой по счёту, где стационарный или мобильный аппарат имел бы на борту полноценную метеостанцию.
После завершения в ноябре 1982 года работы последнего «Викинга» на протяжении четверти века комплексных метеонаблюдений на поверхности Марса практически не велось. Попытка 1997 года возобновить их оказалась краткосрочной: Pathfinder сообщал на Землю синоптику по субтропической области только 82 сола. Через 11 лет, в 2008 году в арктическую зону Марса удалось доставить зонд «Феникс» с метеостанцией на борту, но в экстремальном климате он продержался лишь 152 сола, то есть меньше четверти марсианского года. На борту Spirit и Opportunity метеостанций не было вообще; термодатчики следили только за температурой их солнечных панелей.
| №№ | Название        | Координаты                                                          | От         | До         | Солов | Прибор  | Зона по широте |
| -- | --------------- | ------------------------------------------------------------------- | ---------- | ---------- | ----- | ------- | -------------- |
| 6  | Феникс          | 68°13′08″ с. ш. 125°44′57″ з. д. / 68,2188° с. ш. 125,7492° з. д.   | 25.05.2008 | 28.10.2008 | 152   | MET     | субарктическая |
| 2  | Викинг-2        | 47°38′ с. ш. 225°43′ з. д. / 47,64° с. ш. 225,71° з. д.             | 04.09.1976 | 12.04.1980 | 1281  | (NASA)  | умеренная      |
| 10 | Чжужун          | 25°06′ с. ш. 109°54′ в. д. / 25,1° с. ш. 109,9° в. д.               | 22.05.2021 |            | 1489  | MCS     | умеренная      |
| 1  | Викинг-1        | 22°16′ с. ш. 312°03′ в. д. / 22,27° с. ш. 312,05° в. д.             | 20.07.1976 | 11.11.1982 | 2243  | (NASA)  | умеренная      |
| 3  | Mars Pathfinder | 19°07′48″ с. ш. 33°13′12″ з. д. / 19,12997° с. ш. 33,22° з. д.      | 04.07.1997 | 27.09.1997 | 83    | ASI/MET | субтропическая |
| 9  | Персеверанс     | 18°26′41″ с. ш. 77°27′03″ в. д. / 18,4447° с. ш. 77,4508° в. д.     | 18.02.2021 |            | 1586  | MEDA    | субтропическая |
| 8  | InSight         | 4°30′09″ с. ш. 135°37′24″ в. д. / 4,5024° с. ш. 135,6234° в. д.     | 26.11.2018 |            | 2373  | TWINS   | экваториальная |
| 5  | Оппортьюнити    | 1°56′46″ ю. ш. 354°28′24″ в. д. / 1,9462° ю. ш. 354,4734° в. д.     | 25.01.2004 | 10.06.2018 | 5110  | с/б     | экваториальная |
| 7  | Кьюриосити      | 4°35′22″ ю. ш. 137°26′30″ в. д. / 4,5895° ю. ш. 137,4417° в. д.     | 06.08.2012 |            | 4614  | REMS    | экваториальная |
| 4  | Спирит          | 14°34′06″ ю. ш. 175°28′21″ в. д. / 14,5684° ю. ш. 175,472636° в. д. | 04.01.2004 | 01.05.2009 | 1892  | с/б     | субтропическая |

В отсутствие метеостанций на поверхности Марса давление, температура, скорость ветра и прочие данные для построения его климатической модели собираются дистанционными методами, с орбит искусственных спутников и пролетающих аппаратов. Однако основной объём публикации 1999 года «База данных о климате Марса» восходит к данным от «Викингов» и Pathfinder’а. Уже в 2014 году для оценок предполагаемого атмосферного давления в Езеро, авторы справки сочли достаточным график, полученный «Кьюриосити» за семь дней (с 9 по 16-й солы). Оказалось, что достигая 780 Па в утренние часы, к вечеру оно падает до 700 Па и ниже.
Полностью обойтись без наблюдений непосредственно в приповерхностном слое атмосферы климатология Марса не может, что наглядно подтвердилось в свете первого опыта воздухоплавания на Марсе. Если в первые месяцы плотности воздуха 0,0145 кг/м³ хватало для полётов Ingenuity на высоте не более 12 м, то к осени 2021 года плотность воздуха стала падать, приближаясь к критической цифре 0,012 кг/м³, что вынудило перейти на форсированные обороты ротора. Между тем, из более возвышенной (порядка 1,5 км и более) области той же экваториальной зоны (кратер Гейла — 5°22′ ю. ш. 137°49′ в. д. / 5,37° ю. ш. 137,81° в. д.) Curiosity ежедневно сообщает о давлении, систематически превышающем наблюдающееся в Езеро примерно на 14%.
| Дата       | Сол  | Сол | Температура, °C | Температура, °C | Температура, °C | Температура, °C | Давление, Па | Давление, Па | Солнце | Солнце   | Солнце | Солнце   |
| Дата       | Сол  | Сол | мин.            | мин.            | макс.           | макс.           | Давление, Па | Давление, Па | восход | восход   | заход  | заход    |
| Дата       | Г    | Е   | Г               | Е               | Г               | Е               | Г            | Е            | Г      | Е        | Г      | Е        |
| ---------- | ---- | --- | --------------- | --------------- | --------------- | --------------- | ------------ | ------------ | ------ | -------- | ------ | -------- |
| 01.04.2021 | 3076 | 41  | -12             | -21,6           | -73             | -83,8           | 847          | 743,2        | 06:26  | 06:09:02 | 18:19  | 18:37:53 |
| 02.04.2021 | 3077 | 42  | -12             | -26,7           | -74             | -83             | 848          | 744,7        | 06:26  | 06:08:25 | 18:19  | 18:37:47 |
| 03.04.2021 | 3078 | 43  | -11             | -27,6           | -73             | -83,5           | 849          | 746,8        | 06:26  | 06:07:47 | 18:18  | 18:37:40 |
| 04.04.2021 | 3079 | 44  | -12             | -21,1           | -74             | -82,2           | 849          | 746          | 06:26  | 06:07:09 | 18:18  | 18:37:34 |
| 05.04.2021 | 3080 | 45  | -19             | -22             | -76             | -83,1           | 850          | 745,9        | 06:25  | 06:06:32 | 18:18  | 18:37:27 |
| 06.04.2021 | 3081 | 46  | -16             | -24,2           | -76             | -83             | 850          | 746,9        | 06:25  | 06:05:54 | 18:17  | 18:37:20 |
| 07.04.2021 | 3082 | 47  | -13             | -22,3           | -76             | -82,9           | 850          | 747,1        | 06:25  | 06:05:17 | 18:17  | 18:37:14 |
| 22.09.2021 | 3245 | 211 | -20             | -21             | -80             | -79             | 788          | 684,3        | 05:49  | 05:05:48 | 17:32  | 18:16:34 |
| 26.09.2021 | 3249 | 214 | -32             | -21             | -79             | -80             | 782          | 681,1        | 05:49  | 05:05:40 | 17:32  | 18:15:55 |
| 27.09.2021 | 3250 | 215 | -33             | -22             | -79             | -78             | 781          | 679,5        | 05:49  | 05:05:37 | 17:32  | 18:15:41 |
| 28.09.2021 | 3251 | 216 | -28             | -21             | -79             | -78             | 781          | 678,7        | 05:48  | 05:05:35 | 17:32  | 18:15:28 |
| 9.11.2021  | 3292 | 257 | -14             | -21             | -76             | -78             | 734          | 644,3        | 05:41  | 05:05:57 | 17:27  | 18:03:38 |
| 10.11.2021 | 3293 | 258 | -12             | -20             | -76             | -78             | 734          | 643,9        | 05:41  | 05:06:00 | 17:27  | 18:03:18 |

Оснащение метеодатчиками марсоходов и зондов для последних марсианских программ НАСА возложено на Астробиологический центр Испании (Spanish Astrobiology Center): Rover Environmental Monitoring Station (REMS) для Curiosity, TWINS для InSight и MEDA (Mars Environmental Dynamics Analyzer) для Perseverance. К участию в программе Марс-2020 также вновь был приглашён Финский метеорологический институт (основан в 1838 году указом Николая I как геомагнитная обсерватория), участвовавший в разработке метеостанций ещё для «Феникса» (совместно с Канадским космическим агентством), а затем Curiosity.
Ввиду отсутствия воды в марсианском воздухе среди атмосферных явлений здесь доминируют литометеоры всех масштабов, от позёмок и небольших вихрей до смерчей и глобальных пылевых бурь. В 1970-е годы, когда земляне впервые увидели на кадрах с «Викинга» идущий по Марсу пылевой вихрь (на жаргоне американцев «пылевой дьявол», сокращённо DD), профессионально судить об этом явлении могли лишь единицы, владеющие физикой специфической атмосферы красной планеты. Да и в наши дни инженерам НАСА пришлось растолковывать, почему вертолёт Ingenuity не могут опрокинуть ни «дьяволы», ни даже ветры до 180 км/ч. Сегодня известно, что DD явление вполне рядовое, но при этом не всеобщее, а локальное, присущее (как и на Земле) лишь некоторым регионам. Кратер Езеро оказался удачным местом наблюдения за этими вихрями: за первые 216 солов экспедиции в камеры марсохода попадало в среднем 4 завихрения за сутки, из которых более 25 % по объёму поднятой пыли квалифицировались как DD), а остальные представляли собой отдельные сгустки пыли, возникающие в приповерхностном слое атмосферы.

### Научные труды и дискуссии
По представлению J. Rice и R. P. Harvey кратер — ещё под прежним его именем Nili Fossae crater — был включён в перечень точек посадки, рекомендуемых Марсианской научной лаборатории для поисков свидетельств древнейшей жизни, уже на первом заседании рабочей группы в июне 2006 года. После дополнений, сделанных второй (октябрь 2007) и третьей (сентябрь 2008) рабочими группами, список вырос до 59 кратеров.
В окончательном варианте сопроводительной записки к представлению кратера Езеро на роль посадочной площадки экспедиции «Марс-2020» перечислены имена двенадцати учёных, считающихся признанными (англ. cognizant) исследователями по данному вопросу: Tim Goudge, Bethany Ehlmann, Jack Mustard, Nicolas Mangold, Jim Head, Caleb Fassett, Sanjeev Gupta, Ralph Milliken, Adrian Brown, а также Suniti Karunatillake, Joel Hurowitz и Woody Fischer. Важным доводом учёных в пользу именно Езеро было расположение кратера близ границы суши и древнейшего океана, на смычке трёх древнейших эпох истории Марса) при том, что бассейны впадавших в него рек богаты породами, способными консервировать в себе следы наличия жизни. Было обращено внимание и на трещины усыхания (англ. mud cracks) в илистом осадке, представляющем собой потенциальную среду возникновения первых форм жизни.
«Маркеры» наличия карбонатов силикатов, глины и пр. небесспорны. На Земле почвы сформировались при преобразовании базальтов на поверхности в тёплой и влажной атмосфере, однако ответа на вопрос, как сформировались глины Марса, пока нет, поскольку глины точно так же могут образоваться гидротермальным путём глубоко под поверхностью. Не разрешён и карбонатный парадокс: если Марс имел плотную и влажную атмосферу с углекислым газом, это должно было привести к обильному формированию карбонатов, но их обнаружено сравнительно мало, что плохо сочетается с моделью тёплого и влажного Марса.

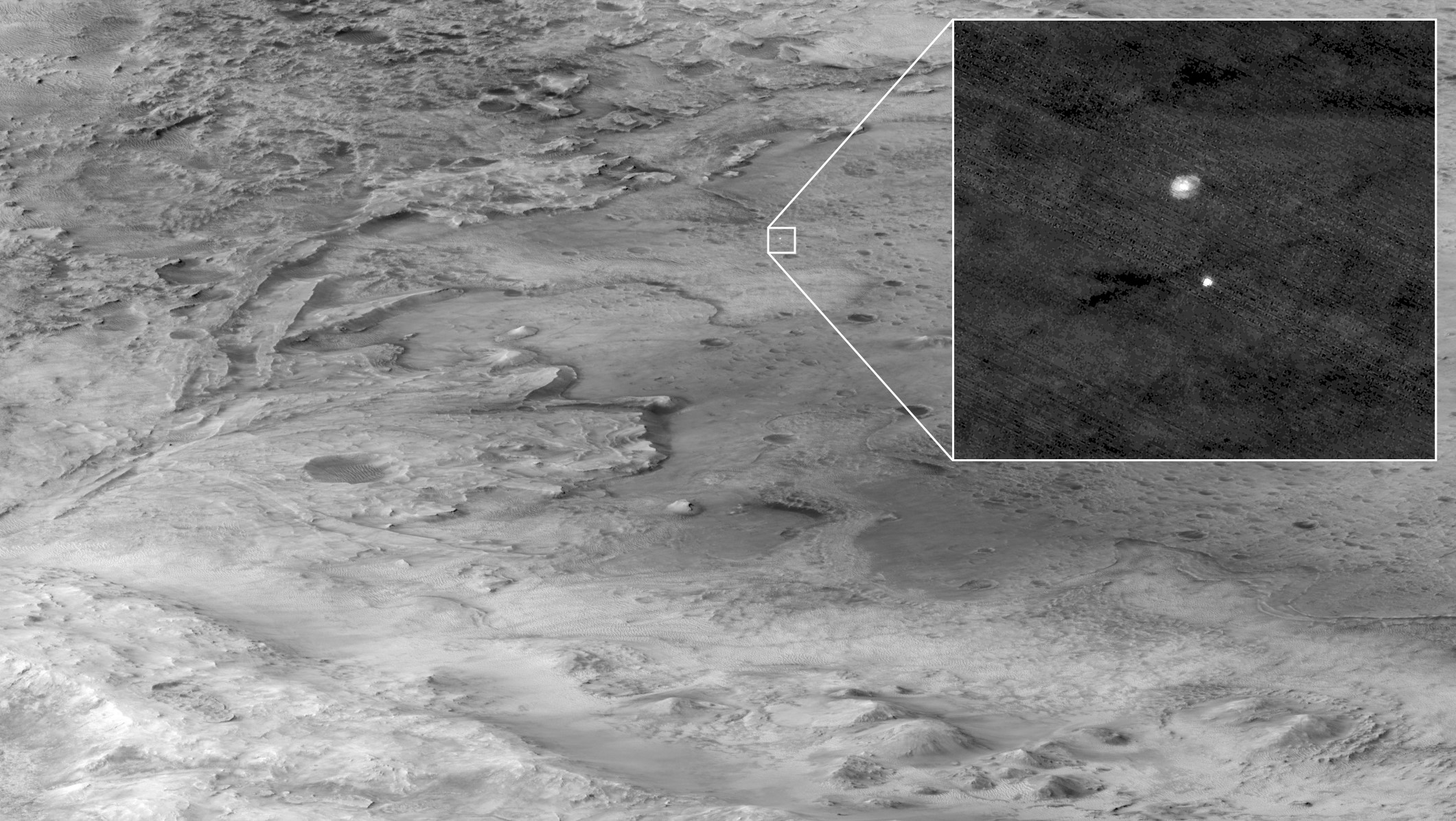
28.02.2021: орбитальный телескоп HiRISE специально развернули, чтобы запечатлеть парашюты посадочного модуля Марс-2020, спускающего Perseverance в кратер Езеро

Исток Пливы и поверхность дельты Неретвы находятся примерно на одном уровне, и поначалу учёные предполагали постепенное заполнение кратера водой, прекратившееся после прорыва на восточной стороне его кромки. Позже появилась модель, предполагающая период промежуточного спада воды. Оценивая пласт отложений в озере в пределах 300÷750 м, Garvin отказался от сверки эти объёмов с глубиной, ожидаемой для кратера данного диаметра, по причине неизвестности объёмов убыли от выветривания, начавшегося в раннем амазонийском периоде.
В 2020 году математическая модель показала, что до прорыва кромки объём озера достиг 463 км³, а затем сократился до 225 км³. Объём последних отложений, поверх которых образовалась ныне видимая дельта, составляет всего 5 км³, из чего с учётом размеров частиц и скорости их переноса, а также по известным аналогам на Земле, что для формирования этой дельты было достаточно всего 90÷550 лет гидрологической активности.
Стратиграфия и геометрия отложений Неретвы демонстрирует два стиля формирования протоков и связанного с этим накопления осадков: (1) речные отложения более глубоких извилистых каналов, образовавшихся на некотором расстоянии вверх по течению от береговой линии палеозерья, и (2) прибрежные отложения более мелких русел, сформировавшихся вблизи береговой линии. Стратиграфические признаки прибрежных отложений, перекрывающих флювиальные, интерпретируются как указание на отступление береговой линии. При повышении уровня воды и относительно стабильном объёме подачи наносов их количество на входе становится недостаточным для заполнения увеличивающегося пространства. Дельта Неретвы в первую очередь фиксирует заполнение бассейна до уровня превышения. Отсутствие серьёзных эрозионных несогласий или чередования русловых отложений вверх по разрезу указывает на отсутствие значительных падений уровня озера во время заполнения бассейна, что позволяет сделать вывод о климате во время роста дельты в условиях постоянного поверхностного стока.

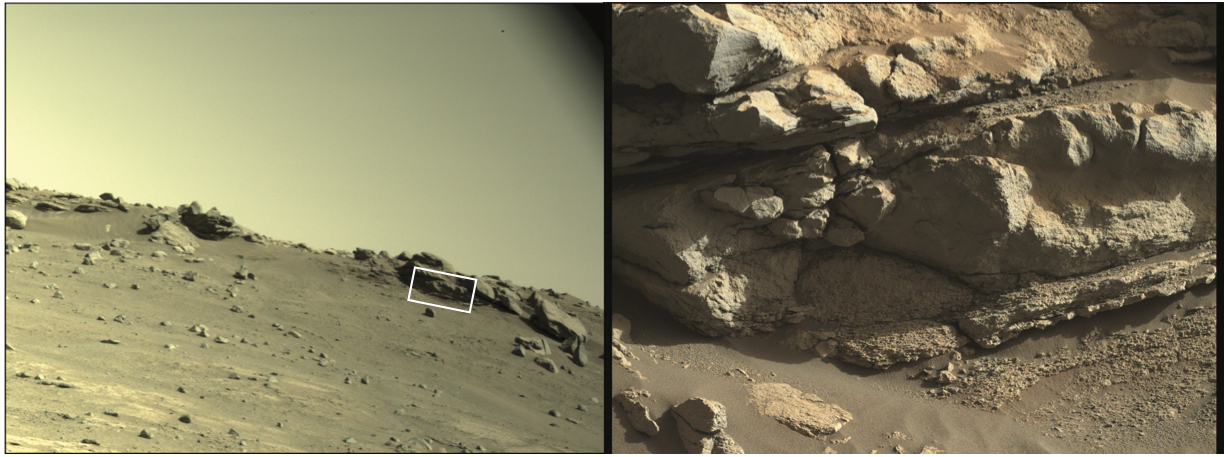
Объект «Mure» (168-й сол) — иллюстрация к статье «Стратифицированные слои» (Stratigraphic layers) Роджера Вьенса

Начиная с 2005 (Фассетт) и вплоть до 2020 года (Хорган) рассматривали озеро как проточное звено этой системы, датируя её существование интервалом 3,5÷3,8 ±0,1 млрд лет назад. Собственно флювиальная активность, по модели наносов Schon et al., продолжалась 106−107 лет). Однако уже первые три месяца работы Perseverance внесли коррективы в прежние представления и оценки. 7 октября 2021 года 39 исследователей Марса, констатируя выявление in situ новых деталей, ранее не видимых на орбитальных снимках, опубликовали новый консенсус. Сохраняя датировку существования бассейна периодом между поздним ноем и ранним гесперийским периодом (названы цифры 3,6÷3,8 млрд лет назад), исследователи дополнили картину его развития эпизодами мощных потоков, оставивших следы в виде валунов, встречающихся в верхних слоях отложений.
В декабре 2021 г. осенней конференции Американского геофизического союза был представлен доклад по итогам 10 месяцев работы марсохода. По итогам первых анализов химического состава образцов были высказаны гипотезы относительно условий их магматической кристаллизации.

### Экспедиция Марс-2020
Посадочный эллипс Perseverance
Особая задача экспедиции «Марс-2020» — сбор образцов горных пород, которые предполагается доставить на Землю в начале 2030-х годов. Кратер Езеро в качестве места её высадки был выбран в ноябре 2018 года, и летом 2019 года в JPL начал формироваться коллектив учёных. Подготовка экспедиции началась с создания геологической карты кратера по орбитальным снимкам (Vivian Sun и K. M. Stack). Изданная USGS, эта карта является базовым подспорьем в работе учёных экспедиции. Усилиями группы по составлению стратегического плана экспедиции, начавшей работу весной 2020 года, основа оперативного управления была заложена прежде, чем «небесный кран» опустил аппараты на поверхность Марса. С первых кадров, переданных марсоходом, учёные приступили к конкретизации состава образцов, которые предстоит взять на походе. Трассы, проложенные на генеральном плане, постоянно уточняются.
Варианты движения марсохода в дельте Неретвы
Приступить к выполнению главной задачи экспедиции марсоход смог только по завершении демонстрационной программы вертолёта Ingenuity, обременявшей команду «Персеверанс» почти два месяца. Команде марсохода предстояло найти для гелидрома ровную площадку размером 10×10 метров и, выгрузив на неё вертолёт, занять точку наблюдения примерно в 60-90 метрах поодаль. На планах развёртывания эта точка значилась под названием англ. Twitcher’s Point, буквально «скрадок» (место скрытого наблюдения) орнитолога, путешествующего на огромные расстояния ради наблюдений за редкими птицами — так на карте Езеро появился ещё один новый астротопоним. Из-за переносов двух рейсов, последний демонстрационный полёт состоялся только 7 мая (32-й сол испытательного окна и 76-й сол всей экспедиции), и фактически учёные смогли приступить к научной работе лишь 1 июня.
Центр посадочного эллипса был определён в точке у подошвы отложений дельты, позднее названной «Три рукава» («англ. Three Forks»). Однако посадка произошла на 1,7 км юго-западнее, и марсоход оказался отделён от дельты областью Сейтах, пересечь которую напрямую считалось неприемлемым из-за риска увязнуть в песках. К «Трём рукавам» аппарат вышел лишь в апреле 2022 года, однако эта отсрочка не помешала учёным приступить к изучению дельты с первых дней после посадки. С расстояния 2,3 км были сделаны фотографии 10-метрового навершия инзельберга Кодьяк — 60-метрового останца бывшей дельты, оказавшегося за обрывом к западу от места посадки, на уровне «прямой наводки» камер. Ценность этих съёмок стала очевидной в сопоставлении с кадрами, полученными в апреле 2022 года при фотографировании со дна кратера. Не помог бы и вертолёт Ingenuity: его 40-метрового потолка не хватает, чтобы взлетать на такие высоты. Слои дельты, сформированные в водной среде, представляют особый интерес в контексте поиска признаков возможного зарождения первичных форм жизни. Устоявшие за сотни миллионов лет последующей эрозии, отложения дельты представляют собой ближайшую, досягаемую цель экспедиции.
Распределение кернов по типам пород
Два примерно равных по длине варианта обхода Сейтаха, представленные к началу марта, северный и южный, были объединены. Южная трасса была сориентирована на точку пересечения условных линий гряд восточного и западного «берегов» массива, сходящихся под острым углом. Пройдя примерно полпути в этом направлении, на 135-й сол Perseverance повернул направо (на запад). Спустившись на 40-50 метров ближе к условной биссектрисе клинообразного поля, он вошёл уже в другую геологическую зону, именуемую «Неровное растрескавшееся дно кратера» (Crater Floor Fractured Rough, сокр. CF-Fr). Далее по южному варианту предполагалось обогнуть «острие клина» Сейтаха и, минуя «Рельефные гряды» (Raised Ridges) пройти вдоль одной из них на запад до места спуска в «низменность», по которой курсом на север выйти к дельте. Однако в опубликованную 9 июня окончательную схему эта часть южного варианта трассы не вошла. Маршрут первого года экспедиции был утверждён в составе четырёх секторов:

1. «Сейтах-Север» (Séítah-N)
2. «Неровное растрескавшееся дно кратера» (CF-FR)
3. «Рельефные гряды» (Raised Ridges)
4. «Сейтах-Юг» (Séítah-S)

где «Сейтах-Юг» — ранее не планировавшийся вояж вдоль гряды Artuby (по имени французской деревушки), обрамляющей дальний (западный) «берег» Сейтаха по линии СЗ-ЮВ.
Учёные начали присматриваться к гряде Artuby уже в июне (116-й сол), когда марсоход заснял группу валунов с 615-метрового расстояния ещё из сектора Séítah-N, а 7 июля (сол 135) уже из сектора CF-FR была сфотографирована вся гряда. В 169-й сол Perseverance обогнул южную оконечность Сейтаха и двинулся на север вдоль Артуби. Точку поворота к «Рельефным грядам» он миновал, и без остановки проследовал к «Цитадели», как назвали рекогносцированный на 116-й сол объект гряды, где провёл 20 солов (178—198). В начале сентября марсоход прошёл ещё севернее и свернул вправо, внедрившись в Сейтах на глубину около 130 метров. Объект Bastide, изучавшийся с 204 сола, для взятия пробы отобран не был, зато были взяты два образца с объекта «Brac».
Поначалу первой точкой отбора образцов породы были заявлены «Paver Rocks» в секторе CF-FR (Crater Floor Fractured Rough), где марсоход провёл полмесяца (со 137 по 152 сол). Взятая здесь проба «Foux» учёных не удовлетворила, и ровер проследовал до крайней южной точки Сейтаха. Предпринятая здесь первая попытка взятия керна потерпела неудачу. В итоге все керны были взяты из пород сектора «Сейтах-Юг» (Rochette, Brac, Issole и Sid).
По расстоянию на конец 2021 года вариант трассы к «Трём рукавам» мимо «Рельефных гряд» со спуском на дно и поворотом к Кодьяку был короче. Тем не менее, Perseverance развернулся и двинулся назад по собственным следам. Пройдя мимо места посадки, он вышел к началу трассы по «северному варианту». На восточной стороне Сейтаха марсоход прошёл по узкой полосе, отделявшей его от малого кратера Ла-Оротава, и вышел в предгорную долину, тянущуюся вдоль подошвы дельты, по которой в середине апреля 2022 года он и вышел к Трём рукавам. На этом первый этап экспедиции завершился, и с 18 апреля начался следующий — Delta Front Campaign, кампания по обследованию фронтальной стороны дельты.
10 декабря 2024 года после 3,5 месяцев пути марсоход добрался до самой высокой точки на краю кратера Lookout Hill.
| Гильзы   | Сол | Дата       | Тип пробы              | Район                       | Объект        | Керн       | Длина | Примечания     |
| -------- | --- | ---------- | ---------------------- | --------------------------- | ------------- | ---------- | ----- | -------------- |
| Tube 1   | 120 | 21.06.2021 | Witness                | Polygon Valley              | N/A           | N/A        | N/A   | N/A            |
| Tube 2   | 164 | 05.08.2021 | Атмосфера              | Polygon Valley              | Roubion       | —          | —     | Грунт не взят  |
| Tube 3   | 190 | 01.09.2021 | Магматиче- ские породы | Гряда Artuby                | Rochette      | Montdenier | 5,98  |                |
| Tube 4   | 196 | 08.09.2021 | Магматиче- ские породы | Гряда Artuby                | Rochette      | Montagnac  | 6,14  |                |
| Tube 5   | 262 | 14.11.2021 | Магматиче- ские породы | Гряда Artuby                | Brac          | Salette    | 6,28  |                |
| Tube 6   | 271 | 24.11.2021 | Магматиче- ские породы | Гряда Artuby                | Brac          | Coulettes  | 3,30  |                |
| Tube 7   | 295 | 18.12.2021 | Магматиче- ские породы | Южный Séítah, формация Máaz | Issole        | Robine     | 6,08  |                |
| Tube 8   | 306 | 29.12.2021 | Магматиче- ские породы | Южный Séítah, формация Máaz | Issole        | —          | —     | Проба заменена |
| Tube 8   | 337 | 31.01.2022 | Магматиче- ские породы | Южный Séítah, формация Máaz | Issole        | Malay      | 3,07  |                |
| Tube 9   | 371 | 07.03.2022 | Магматиче- ские породы | Южный Séítah, формация Máaz | Sid           | Hahonih    | 6,50  |                |
| Tube 10  | 377 | 13.03.2022 | Магматиче- ские породы | Южный Séítah, формация Máaz | Sid           | Atsah      | 6,00  |                |
| Tube 11  | 490 | 07.07.2022 | Осадочные породы       | Фронт дельты                | Skinner Ridge | Swift Run  | 6,69  |                |
| Tube 12  | 495 | 12.07.2022 | Осадочные породы       | Фронт дельты                | Skinner Ridge | Skyland    | 5,85  |                |
| Tube 13  | 499 | 16.07.2022 | Witness                | »                           | N/A           | N/A        | N/A   | N/A            |
| Tube 14  | 509 | 27.07.2022 | Осадочные породы       | Фронт дельты                | Wildcat Ridge | Hazeltop   | 5,97  |                |
| Tube 15  | 516 | 03.08.2022 | Осадочные породы       | Фронт дельты                | Wildcat Ridge | Bearwallow | 6,24  |                |
| Tube 16  | 575 | 02.10.2022 | Осадочные породы       | Фронт дельты                | Amalik        | Shuyak     | 5,55  |                |
| Tube 17  | 579 | 06.10.2022 | Осадочные породы       | Фронт дельты                | Amalik        | Mageik     |       | Не запечатана  |
| Tube 18  | 586 | 14.10.2022 | Witness                | »                           | N/A           | N/A        | N/A   | N/A            |
| 1. 2. 3. |     |            |                        |                             |               |            |       |                |

## Маршрут экспедиции «Марс-2020» и его объекты
Профиль трассы движения марсохода на первом этапе экспедиции
Представленный справа профиль трассы отличается от обычных чертежей профиля местности, на которых обе оси имеют метрическое измерение. Здесь метровой является только шкала вертикальной оси (Y), в то время как шкала оси X задана в особых счётных единицах, методику нумерации которых определяет стандарт учёта, разработанный НАСА. Базовой единицей в данной системе является «англ. site», на протяжении каждого определяется несколько «англ. drive». В данном контексте прямой перевод «drive» = «пробег» искажал бы смысл и назначение этой категории; drive это прежде всего раздельный пункт, индекс которого присваивается фотографиям и другим материалам, взятым с соответствующей стоянки, в то время как собственно расстояние, пройденное в походе до следующего drive, вычисляется отдельно.
На железных дорогах дистанция пути (аналог site) подразделяется на несколько околотков (аналог drive), число и протяжённость каждого из которых устанавливаются произвольно, по производственной необходимости. Марсианский drive не соответствует «дневному пробегу марсохода», так как в него не включены маневровые передвижения в пределах «стоянки экспедиции», которых за несколько солов изысканий может накопиться немало. Как и для земного околотка, определяющими параметрами drive являются координаты двух его границ при том, что протяжённость трассы между ними рассчитывается отдельно. В пределах текущей марсианской дистанции «стоянкам-drive» присваиваются порядковые номера начиная с нулевого; пройденное расстояние учитывается нарастающим итогом. Границы дистанций не соответствуют границам геологических участков; главной целью назначения следующего номера дистанции, происходящего через 8-10 стоянок, является снятие погрешности, накапливающейся при последовательном суммировании пробегов.